# سالا (رود)
رودخانه سالا (به انگلیسی: Salat (river)) رودخانهای است که در فرانسه جریان دارد.